# 乌斯坦集团
乌斯坦集团是一家以造船和船舶设计闻名的，从事多种海事作业的集团公司，集团总部位于挪威的海事群集区，默勒-鲁姆斯达尔郡的乌斯坦维克市，其最大的分支机构为乌斯坦船厂 2016年交付的风场运维船“ Windea La Cour”，是首条配置了X-BOW® 船艏和X-STERN™船艉的船舶，现该船舶服务于荷兰风场。X-BOW®是乌斯坦集团旗下的乌斯坦设计公司于2005年设计开发，2006年交付的首制船Bourbon Orca曾荣获Offshore Support Journal 和 Skipsrevyen的年度之船。集团下的其他公司主要是为近海可再生能源，近海石油和天然气，探险邮轮和客滚船等海事行业提供电力控制，系统集成方案及相应的设备和服务。集团在全球设立多个分支机构。